# Holštejn
Holštejn (in tedesco Holstein) è un comune della Repubblica Ceca facente parte del distretto di Blansko, in Moravia Meridionale.